# 誰にでも秘密がある
『誰にでも秘密がある』（だれにでもひみつがある、原題：누구나 비밀은 있다）は、2004年公開の韓国映画。

## 出演者
- イ・ビョンホン（吹替：高橋和也）：チェ・スヒョン
- チェ・ジウ（吹替：田中美里）：ハン・ソニョン（次女）
- チュ・サンミ（吹替：佐々木優子）：ハン・ジニョン（長女）
- キム・ヒョジン：（吹替：罍陽子）：ハン・ミヨン（三女）
- チョン・ジェヒョン：デヨン（三姉妹の弟）
- キム…ヘゴン：ジニョンの夫
- チョン・ボソク：ソニョンの大学の教授
- タク・ジェフン：サンイル（ミヨンの恋人）
- ソヌ・ヨンニョ：母親

## スタッフ
- 監督：チャン・ヒョンス